# 渡辺佳英
渡辺 佳英（わたなべ よしふさ、1915年（大正4年）6月1日 - 1993年（平成5年）4月28日）は、日本の実業家。東洋パルプ元社長。中小企業金融公庫元総裁。元通産省官僚。
妻のスミ子は、帝国海軍史上屈指の英才と評される、堀悌吉 海軍中将の二女。

## 経歴
星野嘉一の次男として愛知県に生まれ、外祖母・渡辺縫子の養子となる。
1937年（昭和12年）高等文官試験の行政科と司法科をとり、翌年1938年（昭和13年）3月東京帝国大学法学部法律学科を卒業。同年4月に商工省に入省。入省後間もなく、内閣法制局参事官に転じ、新憲法にも貢献した。
1948年（昭和23年）通産省に復帰。その後、繊維局化学繊維課長、資源長石炭生産局生産課長、工業技術庁調整課長、公益事業委員会審査課長、企業局企業第一課長を歴任し、1952年（昭和27年）退官。退官後は、呉羽紡を経て、1953年（昭和28年）2月東洋パルプ常務に就任。1957年（昭和32年）11月同社専務となり、1963年（昭和38年）5月同社社長に就任。
その後、1974年（昭和49年）12月中小企業金融公庫総裁、1982年（昭和57年）2月東京金取引所理事長、1984年（昭和59年）11月東京工業品取引所理事長を歴任した。

## 家族
- 妻・スミ子（堀悌吉の次女）[2]
- 長男・壮嘉（妻は河合良成の孫・久美子）[2][3]
- 兄・星野毅子郎（薬業経済研究所所長、妻は堀切善次郎の三女・幸子）[2]
- 弟・星野侃司（東洋パルプ元専務取締役）[2]